# Ferdinand Albin Pax
Ferdinand Albin Pax (* 26. Juli 1858 in Königinhof, Böhmen; † 1. März 1942 in Breslau) war ein deutscher Botaniker. Sein offizielles botanisches Autorenkürzel lautet „Pax“. Er ist der Vater des Zoologen Ferdinand Albert Pax (1885–1964).

## Leben
Pax studierte an der Universität Breslau, wo er 1882 bei Heinrich Göppert promovierte. 1883 wurde er Assistent Adolf Englers an der Universität Kiel. Diesem folgte er noch im selben Jahr an die Universität Breslau, wo er sich 1886 habilitierte. Von 1889 bis 1893 war er Kustos am Botanischen Garten Berlin, anschließend bis 1926 Professor für Botanik an der Universität Breslau und Direktor des Botanischen Gartens Breslau. Als Ordinarius wurde er für das akademische Jahr 1913/14 zum Rektor der Universität Breslau gewählt. Für die 1. und 2. Auflage des Standardwerks Die natürlichen Pflanzenfamilien von Engler und Prantl bearbeitete er mehrere Pflanzenfamilien; zusammen mit Käthe Hoffmann waren dies für die 2. Auflage Amaryllidaceae (1930), Euphorbiaceae, Callitrichaceae (1931), Aizoaceae, Portulaceae, Dysphaniaceae, Caryophyllaceae (1934) und Capparidaceae, Tovariaceae (1936). Auch zum Werk Die Vegetation der Erde von Engler und Drude steuerte er Teile bei, ebenso zu Das Pflanzenreich (1902) von Engler.
Zwischen 1923 und 1926 war Pax Präsident der Schlesischen Gesellschaft für vaterländische Kultur. Im Jahr 1890 wurde er zum Mitglied der Leopoldina gewählt.

## Ehrungen
Die Pflanzengattung Paxia Gilg aus der Familie der Connaraceae (wird heute zu Rourea  gestellt) ist nach ihm benannt worden. Auch die Gattungen Neopaxia Ö.Nilsson aus der Familie der Quellkrautgewächse (Montiaceae), Paxiodendron Engl. aus der Familie der Monimiengewächse (Monimiaceae), Paxiuscula Herter aus der Familie der Wolfsmilchgewächse (Euphorbiaceae) und die Pilzgattung Paxina Kuntze ist im zu Ehren benannt worden.

## Schriften (Auswahl)
- Beiträge zur Morphologie und Systematik der Cyperaceen, Wilhelm Engelmann, Leipzig, 1886
- Monographische Übersicht über die Arten der Gattung Primula, 1888
- Allgemeine Morphologie der Pflanzen mit besonderer Berücksichtigung der Blüthenmorphologie, 1890,
- Prantl's Lehrbuch der Botanik (und Karl Anton Eugen Prantl), W. Engelmann, Leipzig, 1894, 1900, 1904
- Grundzüge der Pflanzenverbreitung in den Karpathen I. Band, 1898
- Euphorbiaceae-Alcalypheae-Chrozophorinae ...  unter Mitwirkung von Käthe Hoffmann, Leipzig, 1900, 1912
- Fossile Insekten. Jahresbericht für 1906
- Grundzüge der Pflanzenverbreitung in den Karpathen II. Band, 1908
- Euphorbiaceae-Jatropheae von F. Pax, W. Engelmann, Leipzig, 1910
- Kulturpflanzen und Haustiere in ihren Übergang aus Asien, nach Griechenland und Italien sowie in das übrige Europa;, und Hehn Victor, Gebrüder Borntræger, Berlin, 1911
- Euphorbiaceae-Acalypheae-Mercurialinae, W. Engelmann, Leipzig und Berlin, 1914
- Schlesiens Pflanzenwelt, 1915
- Pflanzengeographie von Polen (Kongress-Polen) : in ihren Grundzügen, Dietrich Reimer (Ernest Vohsen), Berlin, 1918
- Euphorbiaceae-Alcalypheae-Plukenetiinae. Euphorbiaceae-Acalypheae-Epiprininae. Euphorbiaceae-Acalypheae-Ricininae, W. Engelmann, Leipzig, 1919
- Pflanzengeographie von Rumäniens, E. Karras, Halle, 1919
- Euphorbiaceae-Phyllanthoideae-Phyllantheae, W. Engelmann, Leipzig, 1922.